# جيم ثورنتون
جيم ثورنتون (بالإنجليزية: Jim Thornton) هو مقدم برامج إذاعية أمريكي، ولد في 21 أبريل 1965 في هنغتينغتون في الولايات المتحدة.

## وصلات خارجية
- جيم ثورنتون على موقع IMDb (الإنجليزية)
- جيم ثورنتون على موقع قاعدة بيانات الفيلم (الإنجليزية)